# آرین شراین
آرین شراین (به انگلیسی: Ariane Sherine) (متولد ۳ ژوئیه ۱۹۸۰)، یک نویسنده کمدی و خبرنگار اهل انگلستان است. او نخستین کمپین اتوبوس بیخدا را در ژانوئیه ۲۰۰۹ در انگلستان به راه انداخت. وی مقیم لندن است.

## حرفه
شراین به‌طور ثابت برای بخش نظر و مناظره گاردین می‌نویسد. همچنین برای ساندی تایمز و ایندیپندنت نوشته‌است. او روزنامه‌نگاری را در ۲۱ سالگی با بررسی آلبوم‌های ان‌ام‌ئی آغاز کرد، پیش از آنکه در سال ۲۰۰۲ نایب قهرمان جایزه مستعدان نویسندگی سیتکام بی‌بی‌سی شود. او برای سریال‌های کمدی تلویزیونی بریتانیا از جمله «خانواده من» نوشته‌است. او همچنین در سریال‌های سی‌بی‌بی‌سی و سی‌آی‌تی‌وی مثل The Story of Tracy Beaker و The New Worst Witch و Space Pirates ظاهر شده‌است، و از سال ۲۰۰۸ دوباره به حرفه روزنامه‌نگاری روی آورده‌است.

## بیخدایی

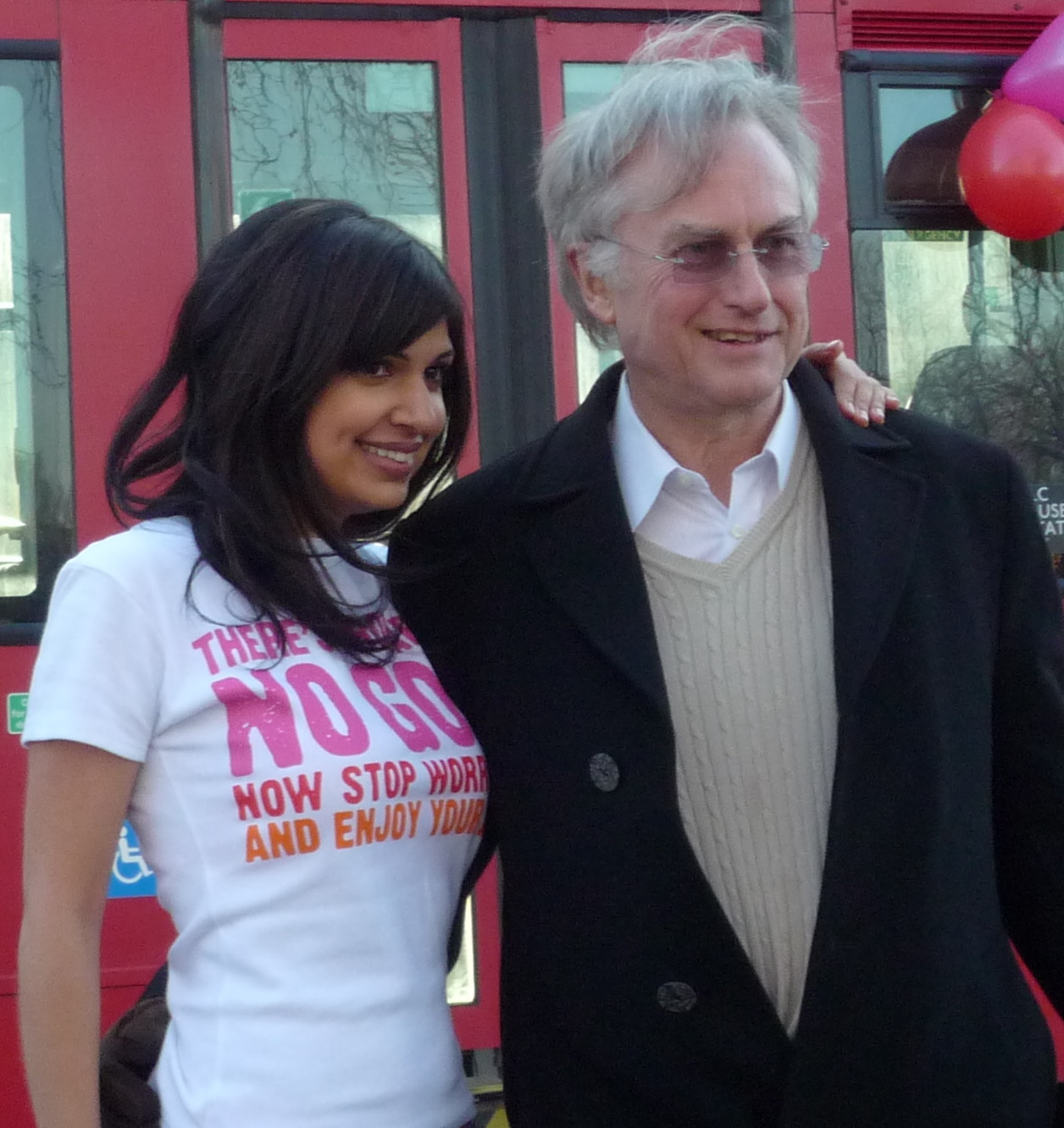
شراین و داوکینز درحال راه‌اندازی کمپین اتوبوس بیخدا

شراین بنیان‌گذار ایدهٔ کمپین اتوبوس بیخدا در جواب تبلیغات اتوبوسی مسیحیان تبشیری است که در تبلیغات خود نوشته بودند غیر مسیحیان تا ابد در برکه آتش جهنم خواهند سوخت. او خودش از کودکی یک مسیحی بارآمده بود؛ هرچند پدرش در حال حاضر یک جهان‌گرای توحیدگرا است، و از سوی مادرش زرتشتی پارسی بوده‌است. (هر دو والدین او در حال حاضر دین خاصی تمرین نمی‌کنند) در سال ۲۰۰۹ آرین شراین نامزد جایزهٔ سکولاریست سال شد، عنوانی که از سوی انجمن ملی سکولار اعطا می‌شود.
در ژانوئیه ۲۰۰۹ او در برنامه رادیو۴ عنوان کرد که باورهای دیگران را می‌پذیرد تا زمانی که صلح‌طلبانه مطرح شوند، همچنین آزادی داشتن یا نداشتن دین از خود عقاید دینی مهم‌تر است.
در اکتبر ۲۰۰۹ اولین کتاب خیریه بی‌خدا به نام راهنمای کریسمس برای بیخدایان که شراین ویرایش آن را بر عهده داشت منتشر شد. حق امتیاز و سود فروش کتاب به یک بنیاد خیریه اچ‌آی‌وی اهدا شد. از اواخر ۲۰۰۹ او دوباره به فعالیت روزنامه‌نگاری خود بازگشته و دیگر کمپین اتوبوس بی‌خدا را رهبری نمی‌کند، هر چند هنوز از پشتیبانان انجمن اومانیست‌های بریتانیا است.

## زندگی شخصی
شراین متولد انگلستان است، و خانواده او پیش‌زمینهٔ ایرانی، هندی، آفریقایی، آمریکایی و انگلیسی داشته‌اند.
دختر او لیلی شراین توپاهام در ۲۵ آوریل ۲۰۱۱ متولد شده‌است. و در ژوئن ۲۰۱۱ شراین اعلام کرده که او تصمیم دارد کاملاً عقاید لیلی را به اختیار خودش بگذارد.